# 청동 종 (호림박물관)
청동 종(靑銅 鐘)은 서울특별시 관악구 호림박물관에 있는 고려시대의 청동범종(靑銅梵鐘)으로, 종신(鐘身)에 새겨진 명문으로 볼 때 13세기경에 조성된 것으로 추정된다. 2007년 1월 11일 서울특별시의 유형문화재 제219호로 지정되었다.

## 개요
이 범종은 고려시대의 청동범종(靑銅梵鐘)으로, 종신(鐘身)에 새겨진 명문으로 볼 때 13세기경에 조성된 것으로 추정된다. 전체 높이가 25cm, 종구(鐘口)의 넓이가 15cm로 고려후기에 유행한, 선종사찰에서 사용 하던 범종으로 추정된다.
용뉴(龍鈕)는 한 발을 앞으로 내밀고, 한 발은 뒤로 짚고 있는 단룡(單龍)의 형상을 취하고 있다. 입을 벌리고 앞을 향해 나아가는 듯한 자세를 취하고 있으며, 용의 몸뒤쪽에는 아무 장식 없이 간략화 된 음통(音筒)이 붙어있다. 천판(天板)에는 두 군데에 주조공(鑄造孔)이 남아있으며 가장자리에 죽 돌아가며 입상화문대(立狀花紋帶)가 돌려져 있으나, 매우 형식화되었다. 입상화문대는 고려후반기 종에서 나타나는 천판 위의 장식으로, 보통 여의두문(如意頭文)으로 장식되는 것이 일반적이지만 여기에서는 위가 솟은 오각형의 꽃잎모양을 하고 있으며, 안에는 둥근 자방(子房)을 배치하고 사방에 방사선의 선을 조각한 것으로 보아 연꽃을 표현한 것으로 생각된다. 천판에 이어져 있는 상대(上帶)에는 연당초문(蓮唐草文)이 성글게 표현되었으며, 상대 아래에는 상대에 붙여 4개의 유곽(乳廓)을 표현하였다.
유곽은 위가 좁고 아래가 조금 넓은 사다리꼴 모양인데, 가장자리를 간략한 당초문(唐草文)으로 장식하고 안에는 9개의 유두(乳頭)를 배치하였다. 유곽 아래에는 2구의 상(像)과 당좌(撞座) 2개를 교대로 배치하였다. 2구의 상(像)은 앞뒤에 조각되었는데 합장을 하고 두 다리를 교차하여 구름 위에 앉아 있는데, 머리에는 가운데 부분이 높이 솟은 보관을 쓰고 있으며 이목구비(耳目口鼻)가 간략하게 표현되었다. 당좌 역시 앞, 뒤 2면에 걸쳐 조각되었는데, 자방(子房)이 큼직하고 7엽 사이에 간엽(間葉)이 표현된 전형적인 고려의 연화문당좌(蓮花文撞座)이다. 하대(下帶)는 포도당초문(葡萄唐草文)을 성글게 조각하였다.
한편 종신(鐘身)에는 40여 자의 명문이 음각되어 있다. 공주(公州) 기연원(祗淵院)에서 함께 마음을 모아 소종(小鐘)을 만든다는 것으로, 총 6근(斤)이 들었으며 무인년(戊寅 年) 10月에 조성하였음을 밝히고 있다.
이 작은 종은 간략하고 형식화된 형식의 소종이지만 고려 후반기인 1278년 내지 1338년경에 조성되었다고 볼 수 있는 명문을 가지고 있어서 고려시대 종 연구에 귀중한 자료이다.

## 참고 문헌
- 청동 종 - 국가유산청 국가유산포털